# Giulia Domenichetti

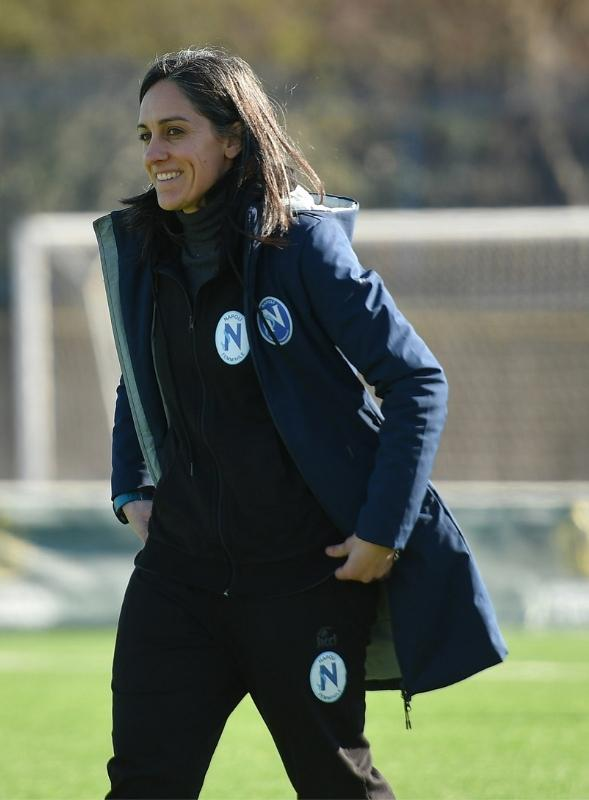
Giulia Domenichetti, 2022

Giulia Domenichetti (* 29. April 1984 in Ancona) ist eine italienische Fußballspielerin, die im Mittelfeld bei ASD Torres Calcio spielt.
In der A-Nationalmannschaft hatte sie am 13. April 2005 ihren Einstand im Spiel gegen die Niederlande. Bei der Europameisterschaft 2009 in Finnland erreichte sie ihre Mannschaft das Viertelfinale.